# Eo biển Makassar
Eo biển Makassar là một eo biển nằm giữa hai đảo Borneo và Sulawesi ở Indonesia. Ở phía bắc nó thông với biển Celebes, trong khi ở phía nam nó thông vào biển Java. Sông Mahakam trên đảo Borneo chảy vào eo biển này. Chỗ rộng nhất lên tới 300 km trong khi chỗ hẹp nhất của eo biển này chỉ khoảng 110 km. Từ bắc xuống nam nó dài khoảng 550–700 km.
Các cảng dọc theo eo biển này có Balikpapan ở Borneo, Makassar và Palu ở Sulawesi. Thành phố Samarinda, thủ phủ tỉnh Đông Kalimantan nằm trên bờ sông Mahakam, cách eo biển này khoảng 48 km (30 dặm Anh).